# 838 Seraphina
838 Seraphina је астероид главног астероидног појаса са пречником од приближно 59,81 .
Афел астероида је на удаљености од 3,295 астрономских јединица (АЈ) од Сунца, а перихел на 2,502 АЈ. 
Ексцентрицитет орбите износи 0,136, инклинација (нагиб) орбите у односу на раван еклиптике 10,408 степени, а орбитални период износи 1802,757 дана (4,935 године). 
Апсолутна магнитуда астероида је 10,09 а геометријски албедо 0,045.
Астероид је откривен 24. септембра 1916. године.